# Psychonotis caelius
Psychonotis caelius is een vlinder uit de familie van de Lycaenidae. De wetenschappelijke naam van de soort is voor het eerst gepubliceerd in 1860 door Cajetan Freiherr von Felder en Rudolf Felder.
De soort komt voor in Indonesië (Halmahera en Ambon), Nieuw-Guinea en op de nabijgelegen eilanden.

## Ondersoorten
- Psychonotis caelius caelius (Felder & Felder, 1860)
  - = Thysonotis caelius caelius Fruhstorfer, 1915
  - = Thysonotis caelius Druce & Bethune-Baker, 1893
- Psychonotis caelius mayae D'Abrera, 1971
- Psychonotis caelius hanno (Grose-Smith, 1894)
  - = Thysonotis hanno Grose-Smith, 1894
  - = Thysonotis hanno var. moutoni Ribbe, 1899
  - = Thysonotis plotinus var. irregularis Ribbe, 1899
  - = Danis hanno moutoni Ribbe, 1899
  - = Danis irregularis Ribbe, 1899
  - = Thysonotis hanno Grose-Smith & Kirby, 1896
  - = Danis hanno Grose-Smith, 1894
  - = Thysonotis caelius hanno Fruhstorfer, 1915
- Psychonotis caelius manusi (Rothschild, 1915)
  - = Thysonotis hymetus manusi Rothschild, 1915
  - = Psychonotis hymetus manusi (Rothschild, 1915)
  - =Thysonotis caelis manusi Fruhstorfer, 1917
- Psychonotis caelius plateni (Grose-Smith & Kirby, 1896)
  - = Thysonotis plateni Grose-Smith & Kirby, 1896
  - = Danis plateni (Grose-Smith & Kirby, 1896)
  - = Thysonotis caelius plateni Fruhstorfer, 1915
- Psychonotis caelius plotinus (Grose-Smith & Kirby, 1896)
  - = Thysonotis plotinus Grose-Smith & Kirby, 1896
  - = Thysonotis ekeikei Bethune-Baker, 1908
  - = Thysonotis caelius aetius Fruhstorfer, 1915
  - = Thysonotis caelius ekeikei Fruhstorfer, 1915
  - = Danis ekeikei Bethune-Baker, 1908
  - = Psychonotis caelius aetius Fruhstorfer, 1934
  - = Danis plotinus (Grose-Smith & Kirby, 1896)
  - = Thysonotis caelius plotinus Fruhstorfer, 1915
- Psychonotis caelius coelinus (Grose-Smith, 1898)
  - = Thysonotis coelinus Grose-Smith, 1898
  - = Thysonotis coelinus Grose-Smith & Kirby, 1899
  - = Thysonotis caelius coelinus Fruhstorfer, 1915
  - = Danis coelinus Grose-Smith, 1898
- Psychonotis caelius korion (Druce & Bethune-Baker, 1893)
  - = Thysonotis korion Druce & Bethune-Baker, 1893
  - = Cupido korion Druce & Bethune-Baker, 1893
  - = Thysonitis korion de Nicéville, 1900
  - = Thysonotis caelius korion Fruhstorfer, 1915
- Psychonotis caelius taygetus (C. & R. Felder, 1865)
  - = Lycaena taygetus C. & R. Felder, 1865
  - = Thysonotis taygetus Druce & Bethune-Baker, 1893
  - = Cupido taygetus (C. & R. Felder, 1865)
  - = Thysonotis caelius taygetus Fruhstorfer, 1915
- Psychonotis caelius taletum (Waterhouse & Lyell, 1914)
  - = Thysonotis taletum Waterhouse & Lyell, 1914
  - = Psychonotis hymetus taletum
- Psychonotis caelius salamandri (Macleay, 1866)
  - = Danis salamandri Macleay, 1866
  - = Cupido salamandri (MacLeay, 1866)
  - = Psychonotis hymetus salamandri
- Psychonotis caelius aryanus (Grose-Smith, 1895)
  - = Thysonotis aryanus Grose-Smith, 1895
  - = Thysonotis snelleni Grose-Smith & Kirby, 1896
    - = Thysonotis aryanus Grose-Smith & Kirby, 1896

  - = Thysonotis aryanus Grose-Smith & Kirby, 1896
  - = Danis aryanus (Grose-Smith, 1895)
  - = Thysonotis caelius aryanus Fruhstorfer, 1915